# Teodorik Veliki
Teodorik Veliki, poznat i pod latinskim nazivom Flavius Theodoricus (454. – 30. kolovoza 526.) je bio kralj Ostrogota (488. – 526.), regent Vizigota (511. – 526.) i vladar Italije. Rođen je godinu dana nakon što su se Ostrogoti oslobodili hunske vlasti. Bio je sin kralja Teodemira.

## Vrijeme u Konstantinopolu
U skladu s običajima tog doba nakon sklapanja mira između bizantskog cara Lava I. i njegovog oca Teodemira, još kao mladi dječak otišao je u Konstantinopol kao talac, tj. garancija mira između Ostrogota i Bizanta. Život na dvoru u Konstantinopolu omogućio mu je naobrazbu o vojnoj taktici i načinu vladanja velikim Carstvom. To mu je kasnije odlično poslužilo kad je postao vladar jednog dijela Rimskog Carstva s romaniziranom mješavinom naroda. Bizantski carevi Lav I. i Zenon su ga cijenili. Vratio se među Ostrogote kad je imao 20 godina.

## Rušenje Odoakra
U to vrijeme Ostrogoti su se naselili na bizantskim dijelovima Rimskog Carstva i bili su teško kontrolirani saveznici Bizanta. On pokorava i ujedinjuje gotska plemena na europskom dijelu Istočnog Rimskog Carstva. Car Zenon ga imenuje konzulom 484. godine bojeći se da će se od saveznika pretvoriti u neprijatelja. Kralj je postao 488. godine. Car Zenon ga je poslao kao svog mandatara u Italiju da preuzme vlast od Odoakra, koji je 476. godine srušio Zapadno Rimsko Carstvo. Godine 488. Teodorik je sa svojom vojskom stigao u Italiju, čime su panonsko područje i Dunav ostali bez gospodara. Pobjeđuje u bikama kod Soče (489.), Milana (489.) i Ade (490.). Godine 493. zauzima Ravenu i osobno ubija Odoakra.

## Kralj Vizigota i Ostrogota
Teodorik Veliki je bio i saveznik Franaka ženidbom s Klodvigovom sestrom. Međutim, zbog Klodvigove želje za vlasti nad Gotima dovele su do brojnih prevtranja i bitki između 506. i 523. Pošto je bio regent maloljetnog vizigotskog kralja, njegovog unuka Amalrika, Teodorik Veliki je bio u stvari i kralj Vizigota. Teodorik će stvoriti svoje carstvo u Italiji proširiti po cijeloj Dalmaciji u rimskim granicama, sve do Kolubare i čitav Srijem sa Singidunumom (Beogradom). Teodorik je također zaustavljao Vandale.

## Propast Ostrogotskog kraljevstva
Poslije smrti u Raveni 526. godine, naslijedio ga je sin Atalarik, koji je bio maloljetan, pa mu je majka bila regentkinja do 534. Kraljevstvo Ostrogota je počelo iščezavati. Zauzimao ga je Justinijan I. od 535. do 553. godine gotskom ratu kad je konačno nestalo u bitci na Vezuvu.

## Junak germanskog epa o Nibelunzima
Pjesma o Nibelunzima je rad anonimnog pjesnika nastao oko 1200. godine. Po njima je Richard Wagner napravio čuveni Nibelungov ciklus od četiri opere. Nazivan je "Germanska Ilijada". Teodorik Veliki je jedan od junaka tog epa.

## Vanjske poveznice
- Teodorik Veliki na MiddleAges.net
- http://www.newadvent.org/cathen/14576a.htm